# Hannes Missethon

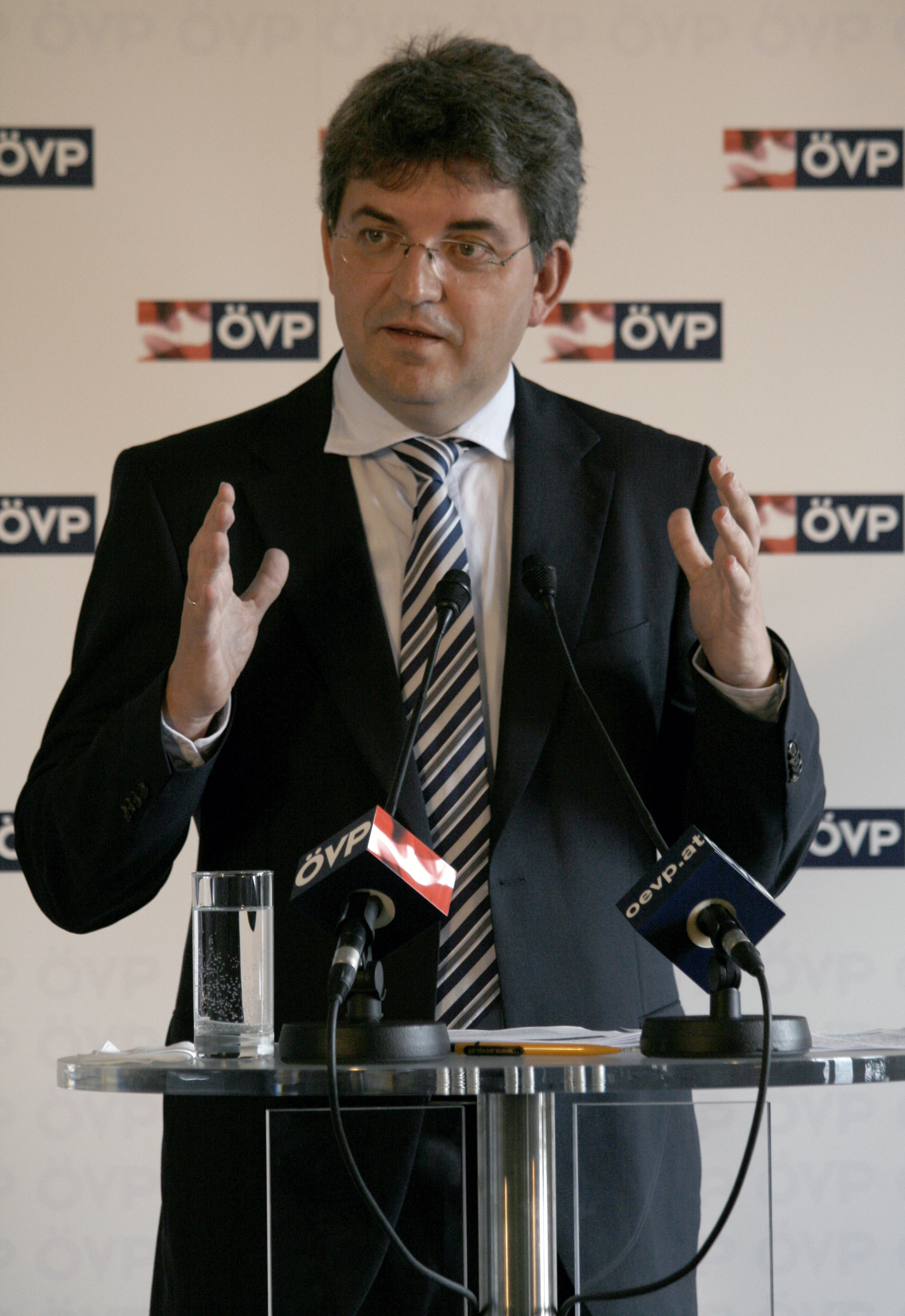
Hannes Missethon (Wien 2008)

Hannes Missethon (* 26. Juni 1959 im Laintal) ist ein ehemaliger österreichischer Politiker der ÖVP.

## Leben
Hannes Missethon wuchs als Sohn des bislang einzigen ÖVP-Angestelltenbetriebsrats der Voest Alpine Donawitz, Hans Missethon, in Leoben auf. Nach dem Besuch der Höheren Technischen Lehranstalt in Kapfenberg und einem Studium der Werkstoffwissenschaften an der Montanuniversität Leoben, das er mit der Graduierung zum Diplom-Ingenieur abschloss, arbeitete er bei der voestalpine AG in Donawitz, bevor er sich 1991 als Unternehmensberater selbständig machte.
Politisch war Missethon zuerst von 1991 bis 1994 als ÖVP-Stadtparteiobmann der SPÖ-dominierten Stadt Leoben tätig und wurde anschließend Bezirksparteiobmann. Im Jahre 1998 wurde Missethon Abgeordneter im österreichischen Bundesrat. Nach der Nationalratswahl 2002 wurde er Abgeordneter zum österreichischen Nationalrat. Im Jänner 2006 hat ihn die Steirische Volkspartei zum Landesgeschäftsführer bestellt. Unter Bundesparteiobmann Wilhelm Molterer war er von Jänner 2007 bis zur Bestellung seines Nachfolgers Fritz Kaltenegger im November 2008 durch den neugewählten Parteiobmann Josef Pröll Generalsekretär der Österreichischen Volkspartei. Er erreichte bei der Nationalratswahl 2008 kein Nationalratsmandat.
Eine Kontroverse löste Missethon mit einem Interview in der Tageszeitung Der Standard am 14. September 2007 aus. Zur Integration von Migranten meinte er unter anderem, es sei nicht ausreichend, wenn diese bloß die Gesetze Österreichs befolgen, sie müssten auch ihre gesamte „Lebensordnung“ jener der Österreicher anpassen. Nach seiner Meinung zu einer Aussage des ÖVP-Landeshauptmannes von Niederösterreich, Erwin Pröll, befragt, der Minarette als „etwas Artfremdes“ bezeichnet hatte, stimmte er dem zu und lehnte die Errichtung von Minaretten ab, weil sie nicht Teil der österreichischen Kultur seien.

## Auszeichnungen
- 2007: Großes Goldenes Ehrenzeichen für Verdienste um die Republik Österreich[1]